# Джеймс Кі
Джеймс Кі (англ. James Key, народився 14 лютого 1972 року) — британський інженер Формули-1.
Із 6 вересня 2012 року працює технічним директором у Toro Rosso.